# Eressa annosa
Eressa annosa är en fjärilsart som beskrevs av Walker. Eressa annosa ingår i släktet Eressa och familjen björnspinnare. Inga underarter finns listade i Catalogue of Life.